# Automeris maeonia
Espèce
Automeris maeonia est une espèce de papillon de la famille des Saturniidae.

## Liste des sous-espèces
Selon Catalogue of Life (29 juin 2012) :
- sous-espèce Automeris maeonia maeonia Druce, 1897
- sous-espèce Automeris maeonia adusta Hoffmann, 1942